# Фелісе Янкелль
Фелісе Янкелль (швед. Felice Jankell; нар.. 24 лютого 1992, Швеція) — шведська актриса, відома за ролями в драматичних фільмах «Юна Софі Белл» та «Собібор».

## Кар'єра
Дебютом у повнометражному кіно для актриси стала роль у драмі «Юна Софі Белл». У наступній картині «З глибини мого серця» дівчина знову виконала головну роль. А у 2018 році Фелісе можна було побачити у російському військовому фільмі «Собібор» у компанії Костянтина Хабенського та Крістофера Ламберта. Вона виконала у драмі роль Люкі. Того ж року у Швеції відбулася прем'єра хорору «Чорне коло» за участю актриси.
У 2020 році на шведському телебаченні та цифрових платформах вийшов міні-серіал «В ізоляції», в якому Фелісе Янкелль зіграла головну роль. Сюжет фантастичного трилера закручується довкола компанії дівчат, замкнених у особняку у розпал епідемії невідомого вірусу.

## Нагороди та номінації
- 2014: Stockholm Film Festival — номінація у категорії «Вихідна зірка» за фільм «Юна Софі Белл»
- 2016: Guldbagge Awards — номінація у категорії «Найкраща акторка» за фільм «Юна Софі Белл»[5] .

## Особисте життя
Фелісе — дочка Торстена Флінка та Анікі Дженкелл, а також сестра Хепі Янкелль . У актриси французько-марокканське походження по лінії діда по батьківській лінії .

## Вибрана фільмографія
- 2020 — В ізоляції / De utvalda (Корнелія)
- 2018 — Чорне коло / Svart Cirkel (Селеста)
- 2018 — Собібор (Люка)
- 2014 — Із глибини мого серця / Från djupet av mitt hjärta (Медді)
- 2014 — Юна Софі Белл / Unga Sophie Bell (Софі)